# Argenteau
Argenteau (în valonă Årdjètê) este o localitate ce aparține de comuna belgiană Visé, situată în Regiunea Valonă, în provincia Liège.
A fost o comună de sine stătătoare până la fuziunea comunelor din 1977. Argenteau are un cătun: Wixhou.
Localitatea Argenteau se află la extremitatea vestică a platoului Herve, între valea râului Meuse și depresiunea împădurită a pârâului Julienne.

## Demografie
Surse: INS - 1831 până în 1970 = recensăminte, 1976 = numărul locuitorilor la 31 decembrie.